# Čeláre
Čeláre (węg. Csalár) – wieś (obec) na Słowacji położona w kraju bańskobystrzyckim, w powiecie Veľký Krtíš. Pierwsze wzmianki o miejscowości pochodzą z 1436 roku.
Według danych z dnia 31 grudnia 2012 roku, wieś zamieszkiwało 489 osób, w tym 210 kobiet i 279 mężczyzn.
W 2001 roku rozkład populacji względem narodowości i przynależności etnicznej wyglądał następująco:
- Słowacy – 45,42%
- Czesi – 0,8%
- Romowie – 1%
- Węgrzy – 35,46%

Ze względu na wyznawaną religię struktura mieszkańców kształtowała się w 2001 roku następująco:
- Katolicy rzymscy – 69,92%
- Ewangelicy – 4,38%
- Ateiści – 1,99%
- Nie podano – 23,71%